# 평화시장 (서울)
평화시장은 서울 동대문 및 청계천 지역에 밀집한 의류 도매시장이다.

## 역사
평화시장은 한국전쟁 당시 북쪽에서 내려온 피난민들이 미군복을 염색 혹은 탈색해 판매하거나 미싱 한 두대로 판자집에 들여놓고 옷을 짓던 것에서 시작되었다. 전쟁이 끝나고 청계천변에 노점상들이 몰려들면서 큰 상권이 형성되었다. 당시 상인들의 60%가량은 북에서 내려온 실향민들이었다.

## 노동운동
개발시대였던 1970년대에는 수공업을 위주로 한 영세 업체들이 밀집하여 도시 빈민과 일용 노동자들의 값싼 노동력을 원동력으로 운영되었다. 당시의 열악한 노동환경은 청계피복노조원이었던 전태일의 분신을 통한 항의를 초래했다. 전태일의 분신 이후 열악한 근로환경의 다락방들은 철거되었고, 공장은 인근 창신동, 숭인동, 신당동 지역 주택가 반지하로 옮겨갔다.

## 같이 보기
- 동대문시장